# Chrysotrichia elongata
Chrysotrichia elongata är en nattsländeart som beskrevs av Wells och Malicky 1997. Chrysotrichia elongata ingår i släktet Chrysotrichia och familjen smånattsländor. Inga underarter finns listade i Catalogue of Life.